# ミナミハタタテダイ
ミナミハタタテダイ（南旗立鯛、学名：Heniochus chrysostomus）は、スズキ目チョウチョウウオ科に分類される魚類の一種。種小名は、黄色の吻から「黄金の口」を意味する。

## 形態
- 全長は約18cm[3]。
- 吻の先端が黄色い[4]。

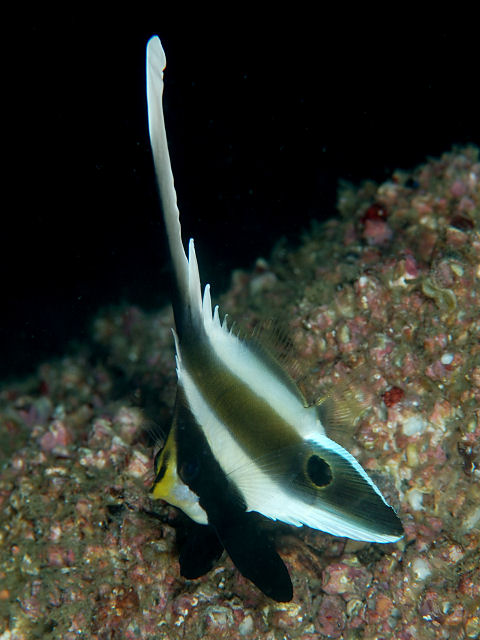
幼魚

- 背鰭の旗はあまり尖らない[3]。
- 幼魚は体長に対して背鰭の旗と臀鰭が長い[3]。
- 幼魚の臀鰭には目玉模様がある[3]。

## 生態

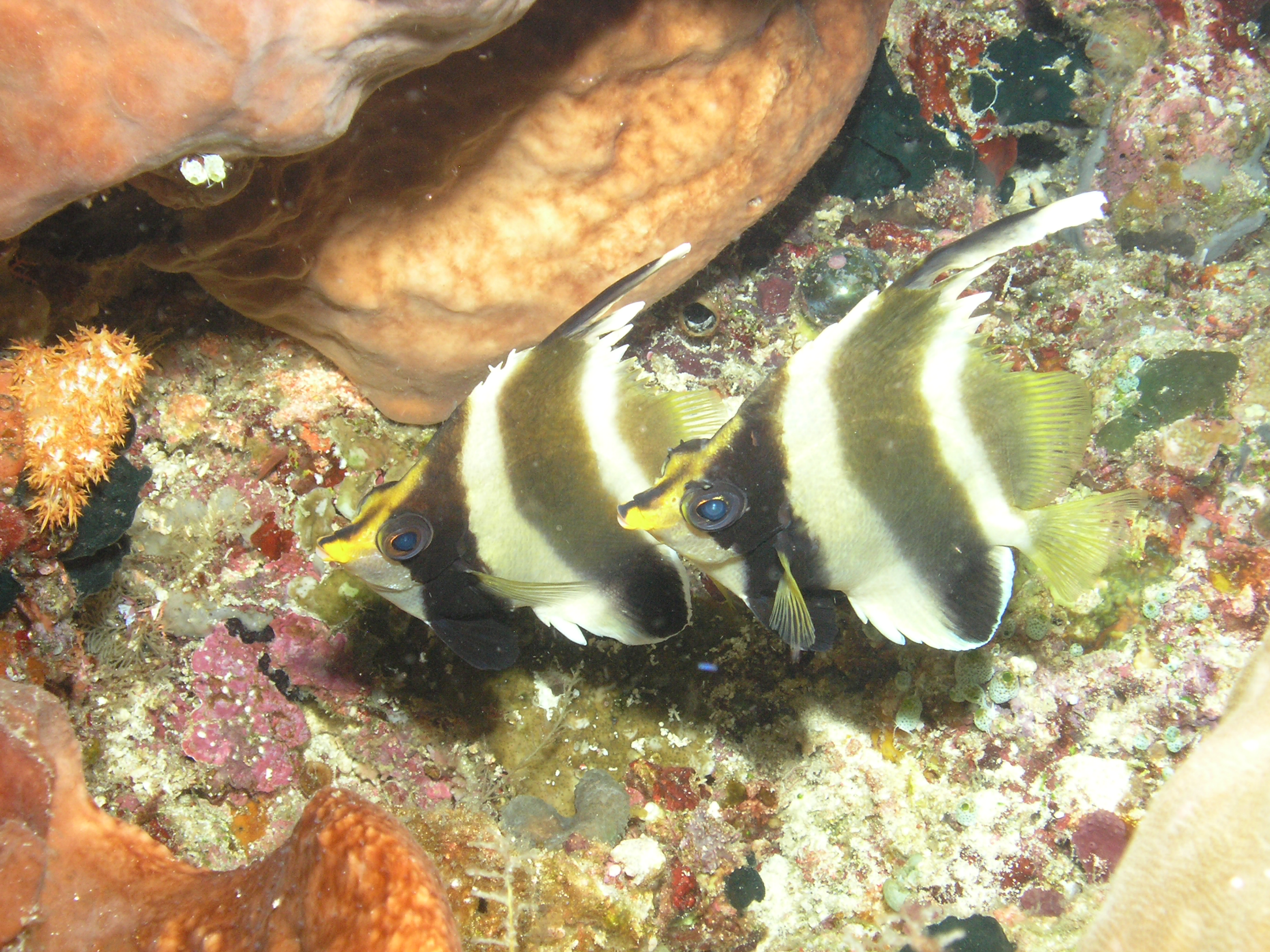
ミナミハタタテダイのペア

主にサンゴのポリプを食べる。
水深45mまでのサンゴ礁域で見られる。枝サンゴの中、サンゴとサンゴの間に単独またはペアで潜んでいることが多い。

## 分布
西・中部太平洋、日本では本州中部以南に分布する。

## 人とのかかわり
観賞魚。